# Fond tranzacționat la bursă
Un fond tranzacționat la bursă, cunoscut și sub denumirea de ETF (din engleză exchange-traded fund), este un tip de fond de investiții care este, de asemenea, un instrument financiar listat și tranzacționat pe piețele bursiere. ETF-urile dețin active financiare precum acțiuni, obligațiuni, valute, titluri de creanță, contracte futures și/sau mărfuri, cum ar fi lingouri de aur. Acestea permit investitorilor să obțină expunere diversificată la o anumită piață sau clasă de active, fără a fi nevoie să achiziționeze individual fiecare activ din componența ETF-ului.
Un ETF își împarte activele în unități de fond (acțiuni) care sunt deținute de investitori. În funcție de jurisdicție, structura juridică a unui ETF poate fi o societate pe acțiuni, un trust, o societate de investiții de tip deschis sau un trust de investiții unitar. Investitorii dețin indirect activele fondului și au dreptul la o parte din venituri, cum ar fi dobânzile sau dividendele, precum și la orice valoare reziduală în cazul lichidării fondului. De asemenea, aceștia primesc rapoarte anuale.
ETF-urile funcționează, în general, pe baza unui mecanism de arbitraj care ajută la menținerea prețului de tranzacționare aproape de valoarea activului net pe unitate (VAN). Acest mecanism implică participanți autorizați (PA), care nu sunt investitori obișnuiți, ci entități financiare specializate, precum băncile de investiții. Aceștia creează sau răscumpără unități de ETF în blocuri mari, numite creation units. Dacă un ETF tranzacționează la un preț mai mare decât VAN-ul său, PA-urile vând unități pentru a echilibra prețul, iar dacă tranzacționează sub VAN, PA-urile cumpără unități pentru a-l readuce la echilibru. Totuși, pot apărea abateri în perioade de volatilitate ridicată.
ETF-urile pot fi clasificate în două mari categorii:
- ETF-uri pasive, care urmăresc un indice bursier (de exemplu, S&P 500, FTSE 100, FTSE All-World, MSCI World⁠(d)) și sunt gestionate pasiv pentru a replica performanța acestuia. În Uniunea Europeană, inclusiv în România, majoritatea ETF-urilor sunt structurate conform reglementărilor OPCVM (Organisme de Plasament Colectiv în Valori Mobiliare), cunoscut sub denumirea de UCITS (din engleză Undertakings for Collective Investment in Transferable Securities), care impun cerințe stricte privind diversificarea activelor, lichiditatea și protecția investitorilor.
- ETF-uri active, administrate de profesioniști ai pieței financiare care selectează activ activele în încercarea de a depăși performanța pieței. Acestea pot avea comisioane mai mari decât ETF-urile pasive.

Cele mai mari ETF-uri, care urmăresc pasiv indici bursieri, au comisioane anuale de administrare de până la 0,03% din valoarea activelor administrate, în timp ce ETF-urile specializate sau active pot avea comisioane de 1% sau mai mult. Aceste comisioane sunt deduse de administratorul ETF-ului din dividendele încasate de la activele suport sau din vânzarea acestora.
În Statele Unite, investițiile în ETF-uri de acțiuni totalizează 5,4 trilioane de dolari, iar în ETF-uri de venit fix 1,4 trilioane de dolari. În Europa, activele administrate în ETF-uri de acțiuni sunt de 1 trilion de dolari, iar în ETF-uri de venit fix 0,4 trilioane de dolari. În Asia, aceste valori sunt de 0,9 trilioane de dolari pentru ETF-urile de acțiuni și 0,1 trilion de dolari pentru ETF-urile de venit fix. În primul trimestru din 2023, ETF-urile au reprezentat 32% din volumul total al tranzacțiilor bursiere din SUA, 11% din cel al Europei și 13% din cel al Asiei. În SUA, cei mai mari emitenți de ETF-uri sunt BlackRock IShares⁠(d), cu o cotă de piață de 34%, Vanguard, cu 29%, State Street Global Advisors⁠(d), cu 14%, Invesco⁠(d), cu 5%, și Charles Schwab⁠(d), cu 4%.
ETF-urile sunt reglementate de autorități guvernamentale (precum SEC și CFTC în Statele Unite) și sunt supuse legislației piețelor de capital (precum Investment Company Act din 1940 și Securities Exchange Act din 1934 în Statele Unite, sau Directiva 2009/65/CE privind organismele de plasament colectiv în valori mobiliare în Uniunea Europeană). În Uniunea Europeană, supravegherea este realizată de Autoritatea Europeană pentru Valori Mobiliare și Piețe (ESMA), iar în România, de Autoritatea de Supraveghere Financiară (ASF).
Fondurile de investiții închise nu sunt considerate ETF-uri; deși sunt fonduri și sunt tranzacționate la bursă, acestea nu emit și nu răscumpără continuu unități de fond, spre deosebire de un ETF. Notele tranzacționate la bursă (ETN – Exchange-Traded Notes) sunt adesea confundate cu ETF-urile, dar există o diferență esențială: spre deosebire de ETF-uri, care dețin active suport, ETN-urile reprezintă un angajament de plată din partea emitentului. Valoarea acestora este legată de performanța unui activ sau indice de referință, dar investitorii sunt expuși riscului de credit al emitentului.

## ETF-uri vs. fonduri mutuale
ETF-urile și fondurile mutuale sunt instrumente de investiții similare, dar diferă semnificativ în modul în care sunt tranzacționate și administrate. ETF-urile sunt cumpărate și vândute între investitori pe parcursul întregii zile de tranzacționare la prețuri de piață pe bursele de valori, în timp ce fondurile mutuale sunt subscrise și răscumpărate direct de la societatea de administrare a investițiilor (SAI), la valoarea activului net (VAN) calculată la sfârșitul zilei. Astfel, prețul unui ETF poate varia pe parcursul zilei în funcție de cerere și ofertă, în timp ce fondurile mutuale sunt întotdeauna tranzacționate la VAN. Totuși, datorită mecanismului de arbitraj dintre participanții autorizați (APs) și piață, diferențele dintre prețul de piață și VAN sunt, în general, minime.
În România, ETF-urile sunt mai puțin populare decât fondurile mutuale, dar sunt disponibile pe Bursa de Valori București (BVB) și pe piețele internaționale prin brokeri locali și platforme de investiții. Fondurile mutuale sunt promovate intens de bănci și alte instituții financiare în România, fiind mai familiare pentru investitorii români. Pe de altă parte, ETF-urile oferă acces mai facil la piețele globale și sunt preferate de investitorii care caută o administrare pasivă a portofoliului.
ETF-urile sunt, de asemenea, mai transparente, deoarece structura portofoliului lor este publicată zilnic. În Statele Unite, ele beneficiază de un regim fiscal mai eficient decât fondurile mutuale datorită mecanismului de creare și răscumpărare a unităților prin tranzacții „în natură” (in-kind), care limitează distribuțiile de câștiguri de capital către investitori. În România, atât ETF-urile, cât și fondurile mutuale sunt impozitate similar, fără avantaje fiscale specifice pentru ETF-uri. Câștigurile de capital din ambele tipuri de investiții sunt supuse unui impozit de 10%.
Spre deosebire de fondurile mutuale, ETF-urile se tranzacționează pe bursă, pot fi vândute în lipsă (short selling), pot fi achiziționate utilizând efectul de levier prin marjă și permit utilizarea ordinelor limită, ceea ce oferă investitorilor mai mult control asupra prețului de execuție al tranzacției.

### Costuri și taxe
Atât ETF-urile, cât și fondurile mutuale percep comisioane anuale de administrare exprimate ca procent din valoarea activului net, care variază între 0,02% și peste 1%. Fondurile mutuale au, în general, comisioane mai mari, deoarece implică costuri suplimentare de marketing, distribuție și administrare (inclusiv taxe 12b-1 în SUA). În plus, fondurile mutuale administrate activ tind să aibă costuri mai ridicate decât fondurile mutuale sau ETF-urile administrate pasiv.
În România, fondurile mutuale administrate activ sunt mult mai populare, dar costurile mai ridicate pot afecta randamentul net al investitorilor. În schimb, ETF-urile, fiind administrate pasiv, au în general costuri mai mici și sunt din ce în ce mai accesibile prin platforme de investiții online. În plus, multe platforme permit investiția în fracțiuni de unități ETF, reducând bariera minimă de acces pentru investitorii individuali.
ETF-urile sunt, de regulă, mai eficiente din punct de vedere al costurilor, deoarece nu necesită menținerea unor rezerve de lichiditate pentru a acoperi subscrierile și răscumpărările investitorilor, așa cum se întâmplă în cazul fondurilor mutuale.
Brokerii percep comisioane diferite pentru cumpărarea și vânzarea ETF-urilor și a fondurilor mutuale. În plus, tranzacțiile cu ETF-uri în Statele Unite sunt supuse unor taxe de tranzacționare pe care bursele de valori trebuie să le achite către SEC, conform secțiunii 31 din Securities Exchange Act din 1934, care, începând cu februarie 2023, este de 8 dolari pentru fiecare 1 milion de dolari din valoarea tranzacției. În România, fondurile mutuale sunt adesea disponibile pentru subscriere fără comisioane directe, dar unele ETF-uri internaționale pot implica costuri suplimentare, cum ar fi comisioane de tranzacționare aplicate de brokeri și costuri de conversie valutară. Cu toate acestea, multe platforme de investiții oferă ETF-uri cu zero comisioane de brokeraj, ceea ce le face o opțiune atractivă pentru investitorii individuali.
Este important de menționat că, deși ETF-urile nu percep comisioane de subscriere sau răscumpărare (așa cum se întâmplă în cazul unor fonduri mutuale), ele pot implica costuri indirecte, cum ar fi spread-ul bid-ask (diferența dintre prețul de cumpărare și cel de vânzare) și eventuale costuri de alunecare a prețului (slippage), mai ales pentru ETF-urile cu lichiditate redusă.
Multe fonduri mutuale pot fi subscrise direct de la societatea de administrare fără comisioane, deși unele impun comisioane de subscriere inițiale (front-end load) sau de răscumpărare (back-end load). Pe de altă parte, ETF-urile nu au astfel de costuri, ceea ce le face mai eficiente din punct de vedere al costurilor pentru investitorii care tranzacționează frecvent.

### Impozitarea
În Statele Unite, ETF-urile pot fi mai eficiente fiscal decât fondurile mutuale pentru tranzacțiile realizate în conturi impozabile. Totuși, în Regatul Unit și Germania, ETF-urile nu beneficiază de avantaje fiscale comparativ cu fondurile mutuale.
În SUA, atunci când un fond mutual realizează un câștig de capital care nu este compensat de o pierdere realizată (de exemplu, când fondul vinde active apreciate pentru a finanța răscumpărările investitorilor), deținătorii de unități care dețin fondul în conturi impozabile trebuie, de obicei, să plătească impozit pe câștigurile de capital corespunzătoare. În schimb, investitorii în ETF-uri realizează câștiguri de capital doar în momentul în care își vând propriile unități la un preț mai mare decât cel de achiziție.
În Uniunea Europeană, regimul fiscal al ETF-urilor variază în funcție de jurisdicție. În unele țări europene, ETF-urile cu raportare fiscală (în engleză "reporting ETFs") pot avea un tratament fiscal preferențial comparativ cu fondurile mutuale și ETF-urile fără raportare. În Marea Britanie, multe ETF-uri domiciliate în Irlanda beneficiază de o rată mai favorabilă a impozitului reținut la sursă pentru dividendele provenite din acțiuni americane, comparativ cu ETF-urile domiciliate în SUA.
În România, ETF-urile și fondurile mutuale sunt impozitate similar, fără avantaje fiscale specifice pentru ETF-uri. Câștigurile de capital sunt impozitate cu 10%, iar dividendele distribuite de ETF-uri sunt impozitate cu 8%. Investitorii români care dețin ETF-uri internaționale trebuie să declare aceste venituri prin Declarația Unică (D212) și să achite impozitul până la termenul stabilit de ANAF. Spre deosebire de fondurile mutuale locale, unde impozitul este reținut la sursă de administrator, investitorii în ETF-uri internaționale trebuie să gestioneze singuri această obligație fiscală.
ETF-urile emise de Vanguard reprezintă, de fapt, o clasă de acțiuni distinctă a fondurilor mutuale administrate de companie, nefiind structuri independente. Cu toate acestea, ele nu generează, în general, implicații fiscale nefavorabile pentru investitori.

### Tranzacționare
ETF-urile pot fi cumpărate și vândute la prețul pieței în orice moment al zilei de tranzacționare, spre deosebire de fondurile mutuale, care pot fi subscrise și răscumpărate doar la sfârșitul zilei, pe baza valorii activului net (VAN). De asemenea, spre deosebire de fondurile mutuale, investitorii pot folosi pentru ETF-uri aceleași tipuri de ordine disponibile pentru acțiuni, inclusiv:
- Ordine limită – permit stabilirea unui preț maxim de cumpărare sau minim de vânzare;
- Ordine stop-loss – declanșează automat vânzarea unui activ la un preț prestabilit pentru a limita pierderile;
- Tranzacționare în marjă – permite achiziția de unități ETF utilizând fonduri împrumutate de la broker;
- Strategii de acoperire a riscului (hedging) – prin vânzare în lipsă (short selling) sau utilizarea instrumentelor derivate;
- Fără investiție minimă – ETF-urile nu impun o sumă minimă de cumpărare, spre deosebire de unele fonduri mutuale.

În România, fondurile mutuale sunt mai populare decât ETF-urile, deoarece sunt promovate intens de bănci și administratori locali. Majoritatea ETF-urilor tranzacționate de investitorii români sunt listate pe piețele internaționale, iar accesul se face prin brokeri străini sau intermediari locali. Brokerii internaționali oferă o gamă largă de ETF-uri, dar tranzacțiile pot implica costuri suplimentare, cum ar fi taxele de conversie valutară și comisioanele pentru transferurile bancare internaționale. Conversia valutară este un cost suplimentar pentru investitorii români care cumpără ETF-uri denominate în EUR sau USD, ceea ce le poate afecta rentabilitatea. Pe de altă parte, brokerii locali permit un acces mai facil la BVB, însă oferta de ETF-uri este mai restrânsă, iar lichiditatea acestora este mai scăzută comparativ cu piețele externe. În plus, ETF-urile UCITS, conforme cu reglementările europene, sunt cele mai accesibile pentru investitorii români, în timp ce ETF-urile non-UCITS, în special cele domiciliate în SUA, pot întâmpina restricții pentru investitorii de retail din cauza reglementărilor MiFID II.
ETF-urile sunt utilizate frecvent pentru gestionarea riscului de piață sau pentru strategii de market timing, în timp ce multe fonduri mutuale impun restricții privind tranzacționarea frecventă.
Pe majoritatea ETF-urilor pot fi tranzacționate opțiuni (inclusiv opțiuni de cumpărare – call options și opțiuni de vânzare – put options), ceea ce nu este posibil în cazul fondurilor mutuale. Acest lucru permite implementarea unor strategii opționale, cum ar fi covered calls. Există, de asemenea, ETF-uri specializate care aplică aceste strategii direct în cadrul portofoliului. ETF-urile care utilizează strategii de covered call generează venituri suplimentare prin primele încasate din vânzarea de opțiuni, dar pot subperforma în perioade de creștere accelerată a pieței, deoarece limitează potențialul de apreciere al activelor.
Multe fonduri mutuale trebuie deținute într-un cont de investiții administrat de firma emitentă, în timp ce ETF-urile pot fi tranzacționate prin orice broker de acțiuni. Totuși, nu toți brokerii permit investiții automate recurente sau tranzacționarea fracțiunilor de unități ETF, în timp ce aceste facilități sunt disponibile la majoritatea fondurilor mutuale. În ultimii ani, însă, tot mai multe platforme de tranzacționare și robo-advisors au început să ofere investiții în fracțiuni de unități ETF, reducând astfel bariera minimă de acces pentru investitorii individuali.
ETF-urile populare, cum ar fi cele care urmăresc indicele S&P 500, sunt extrem de lichide și pot tranzacționa zeci de milioane de unități pe zi. Cu toate acestea, există și ETF-uri cu lichiditate redusă, ale căror volume scăzute de tranzacționare pot îngreuna executarea ordinelor la prețuri favorabile. Lichiditatea unui ETF nu se măsoară doar prin volumul zilnic de tranzacționare, ci și prin lichiditatea activelor suport și prezența participanților autorizați (APs) care facilitează crearea și răscumpărarea unităților. Cele mai lichide ETF-uri prezintă spread-uri bid-ask reduse (diferența dintre prețul cerut de vânzători și cel oferit de cumpărători), iar prețurile lor fluctuează constant pe parcursul zilei. Spre deosebire de acestea, fondurile mutuale execută toate tranzacțiile la un preț unic, calculat la sfârșitul zilei de tranzacționare.
În România, ETF-urile listate pe BVB sunt relativ puține și au lichiditate redusă comparativ cu ETF-urile internaționale. ETF-urile de pe piețele externe pot avea spread-uri mai mari pentru investitorii români, deoarece depind de lichiditatea platformei de tranzacționare utilizate.
În ultimii ani, însă, tot mai multe platforme de tranzacționare și robo-advisors au început să ofere investiții în fracțiuni de unități ETF, reducând astfel bariera minimă de acces pentru investitorii individuali. Totuși, BVB nu oferă încă posibilitatea de a investi în fracțiuni de unități. De asemenea, automatizarea investițiilor (medierea costului în dolari - DCA, din engleză dollar-cost averaging) este mai ușor de implementat pentru fondurile mutuale, deoarece multe bănci permit contribuții lunare automate, în timp ce majoritatea brokerilor în România pentru ETF-uri nu oferă această facilitate.

### Transparență
Reglementările impun administratorilor de ETF-uri să publice zilnic compoziția portofoliului pe site-urile lor oficiale. În cazul ETF-urilor active non-transparente, aceste informații sunt publicate trimestrial.
ETF-urile sunt cotate și tranzacționate în timp real pe parcursul zilei, ceea ce oferă un nivel ridicat de transparență a prețului.

## Categorii de ETF-uri

### ETF-uri de indici
ETF-urile de indici reprezintă cea mai răspândită categorie de ETF-uri. Majoritatea ETF-urilor sunt fonduri de indici, ceea ce înseamnă că urmăresc performanța unui indice prin deținerea acelorași instrumente financiare în aceleași proporții ca un anumit indice bursier, indice al pieței obligațiunilor sau alt indice economic.
Exemple de ETF-uri de indici de mari dimensiuni includ:
- Vanguard Total Stock Market ETF (NYSE Arca: VTI), care urmărește indiciul CRSP U.S. Total Market Index
- ETF-urile care replică indiciul S&P 500, emise de The Vanguard Group (VOO), iShares (IVV), and State Street Corporation (SPY)
- iShares Russell 2000 ETF (IWM), care urmărește indiciul Russell 2000 Index⁠(d), alcătuit exclusiv din companii cu capitalizare bursieră mică
- ETF-uri care urmăresc indiciul NASDAQ-100 (NASDAQ: QQQ)
- Vanguard Total World Stock ETF (VT) urmărește indiciul FTSE Global All Cap Index (care reflectă performanța acțiunilor cu capitalizare mare, medie și mică din piețele dezvoltate și emergente la nivel global)
- Vanguard FTSE All-World UCITS ETF (LSE: VWRA (USD); FWB: VWCE (EUR)) urmărește indicele FTSE All-World Index, care reflectă performanța acțiunilor din piețele dezvoltate și emergente la nivel global. Comparativ cu indicele FTSE Global All Cap, acesta include doar companii cu capitalizare mare și medie, excluzând cele cu capitalizare mică.

Alte fonduri urmăresc indici specifici unei anumite țări sau includ doar companii care nu sunt situate în Statele Unite. De exemplu:
- Vanguard Total International Stock Index ETF (VXUS) urmărește indiciul FTSE Global All Cap ex US Index
- iShares MSCI EAFE Index ETF (EFA) urmărește indiciul MSCI EAFE Index
- iShares MSCI Emerging Markets ETF (EEM) urmărește indiciul MSCI Emerging Markets index.

Unele ETF-uri sunt concepute pentru a replica performanța unui anumit tip de companii. De exemplu, iShares Russell 1000 Growth ETF (IWF) urmărește acțiunile de tip growth din Russell 1000 Index. State Street Corporation a emis ETF-uri care urmăresc sectoare specifice din S&P 500:
- Technology Select Sector SPDR Fund (XLK) urmărește companiile din sectorul tehnologic
- Financial Select Sector SPDR Fund urmărește companiile din sectorul financiar

ETF-ul iShares Select Dividend ETF replică un indice al acțiunilor cu randament ridicat al dividendelor. Alte ETF-uri de indici sunt bazate pe strategii de investiții orientate pe nișe specifice, cum ar fi energia regenerabilă sau criteriile de sustenabilitate și responsabilitate socială (ESG).
Pe lângă ETF-urile care urmăresc indici internaționali, există și ETF-uri care urmăresc indici specifici pieței locale, cum ar fi BET Patria-Tradeville ETF, care urmărește indicele BET al Bursei de Valori București.
Majoritatea ETF-urilor de indici investesc 100% din activele lor proporțional în instrumentele financiare care compun indicele de referință, o metodă de investiție numită replicare integrală. Totuși, unele ETF-uri, cum ar fi Vanguard Total Stock Market Index Fund, care urmărește performanța a mii de titluri de valoare, aplică eșantionarea reprezentativă. Aceasta presupune investirea a 80% - 95% din active în titlurile din indicele de referință, iar restul de 5% - 20% în alte instrumente financiare, cum ar fi contracte futures, opțiuni, swap-uri sau alte active considerate relevante de administratorul fondului pentru atingerea obiectivului investițional.
În Uniunea Europeană, majoritatea ETF-urilor sunt structurate conform reglementărilor UCITS, ceea ce asigură un nivel ridicat de protecție a investitorilor și cerințe stricte de diversificare.
Pe lângă replicarea integrală și eșantionarea reprezentativă, unele ETF-uri europene folosesc replicare sintetică, utilizând instrumente derivate pentru a urmări performanța indicelui de referință, în loc să dețină direct titlurile incluse în indice.
ETF-urile factor sunt fonduri de indici care aplică o strategie de indexare îmbunătățită, combinând gestionarea activă și pasivă pentru a încerca să obțină randamente superioare indicelui de referință. Acestea au, de regulă, comisioane de administrare ușor mai ridicate și o volatilitate mai mare decât ETF-urile de indici complet pasive.
ETF-urile sintetice, frecvente în Europa, dar rare în Statele Unite, sunt un tip de ETF care nu dețin direct activele componente ale indicelui, ci îi replică performanța prin instrumente derivate și contracte de swap. Aceste produse au generat îngrijorări legate de lipsa transparenței, complexitatea ridicată, conflictele de interese și riscurile asociate conformității cu reglementările. Un ETF sintetic implică un risc de contraparte, deoarece performanța sa depinde de obligația contractuală a contrapărții de a furniza un randament echivalent cu cel al indicelui. Tranzacția este susținută de colateral furnizat de contrapartea swapului, a cărui calitate poate varia semnificativ. Directiva UCITS impune restricții stricte privind riscurile de contraparte, ceea ce limitează utilizarea structurilor sintetice. Riscul de contraparte este prezent și în cazul ETF-urilor care recurg la împrumuturi de instrumente financiare sau swapuri pe randament total.
Diferența dintre randamentul unui ETF de indici și cel al indicelui de referință este cunoscută sub denumirea de eroare de tracking (tracking error). Această diferență este, de regulă, negativă, cu excepția episoadelor de volatilitate extremă, cum ar fi scăderile bruște ale pieței (flash crashes), al fondurilor care nu aplică replicarea integrală sau al indicilor alcătuiți din active ilichide, precum obligațiunile cu randament ridicat (high-yield bonds / junk bonds). 

### ETF-uri gestionate activ
ETF-urile gestionate activ presupun un management activ, în care administratorul implementează o strategie de investiții specifică, în loc să urmărească pasiv performanța unui indice bursier. Componența portofoliului acestor fonduri este publicată zilnic pe site-urile lor sau, în cazul ETF-urilor active netransparente, trimestrial.
Aceste ETF-uri prezintă un risc de Front running⁠(d), o practică de manipulare a pieței prin care investitorii speculativi anticipează și profită de tranzacțiile administratorului fondului. Publicarea structurii portofoliului poate permite unor investitori să plaseze ordine înainte ca fondul să efectueze tranzacțiile, obținând astfel un avantaj competitiv. Unele ETF-uri de acțiuni gestionate activ atenuează acest risc prin realizarea tranzacțiilor doar săptămânal sau lunar.
În Europa, ETF-urile gestionate activ sunt mai puțin răspândite decât în SUA, din cauza cerințelor mai stricte impuse de UCITS asupra frecvenței tranzacțiilor și transparenței portofoliului.
Printre cele mai mari ETF-uri gestionate activ se numără JPMorgan Equity Premium Income (NYSE: JEPI), cu un comision anual de 0,35%, JPMorgan Ultra-Short Income ETF (NYSE: JPST), cu un comision anual de 0,18%, și Pimco⁠(d) Enhanced Short Duration (NYSE: MINT), cu un comision anual de 0,36%.

### ETF-uri tematice
ETF-urile tematice sunt fonduri tranzacționate la bursă, fie pasive (pe indici), fie gestionate activ, care se concentrează pe un anumit sector sau tendință economică, precum tehnologiile disruptive, tranziția energetică, schimbările comportamentale ale consumatorilor, cloud computing, robotică, vehicule electrice, economia gig, comerț electronic sau energie regenerabilă.
ETF-urile tematice pasive urmăresc un indice tematic prestabilit, replicând structura acestuia fără intervenția administratorului fondului. În schimb, ETF-urile tematice gestionate activ oferă administratorilor flexibilitatea de a selecta strategic activele care se aliniază temei respective, ajustând portofoliul în funcție de analiza pieței.
În România, investitorii individuali accesează ETF-uri tematice prin BVB sau prin platforme internaționale care oferă acces la piețele europene și americane. Cele mai populare ETF-uri tematice sunt cele axate pe energie regenerabilă, tehnologie și sustenabilitate.
Cercetările arată că definirea investițiilor tematice, cum ar fi ETF-urile axate pe inteligență artificială, este adesea subiectivă, din cauza criteriilor de selecție netransparente. În acest context, o abordare bazată pe analiza datelor și raportările corporative poate contribui la creșterea transparenței.
Recent, SEC a sancționat doi administratori de investiții pentru AI washing, acuzându-i că au exagerat utilizarea inteligenței artificiale în strategiile lor de investiții pentru a exploata entuziasmul pieței. Aceasta este o practică similară cu greenwashing, prin care companiile exagerează impactul ecologic al produselor sau serviciilor lor pentru a atrage investitori responsabili social.
În Uniunea Europeană, reglementările privind greenwashing sunt stabilite prin Regulamentul privind informațiile privind durabilitatea în sectorul serviciilor financiare (SFDR — Sustainable Finance Disclosure Regulation), care impune fondurilor promovate ca sustenabile să publice informații detaliate despre impactul lor real. În plus, ESMA (Autoritatea Europeană pentru Valori Mobiliare și Piețe) a început să monitorizeze practicile de AI washing, într-un efort similar cu cel al SEC din SUA, pentru a preveni inducerea în eroare a investitorilor prin exagerarea utilizării inteligenței artificiale.

### ETF-uri de obligațiuni
ETF-urile de obligațiuni sunt fonduri tranzacționate la bursă care investesc într-un portofoliu diversificat de obligațiuni. Acestea oferă investitorilor expunere la diferite segmente ale pieței instrumentelor cu venit fix, inclusiv obligațiuni guvernamentale, obligațiuni corporative, obligațiuni cu randament ridicat (high-yield) sau obligațiuni indexate la inflație.
Un avantaj major al ETF-urilor de obligațiuni este lichiditatea superioară comparativ cu obligațiunile individuale, întrucât acestea sunt tranzacționate pe bursă pe parcursul întregii zile, spre deosebire de obligațiuni, care sunt adesea tranzacționate pe piețe OTC (over-the-counter) cu o transparență mai redusă.

### ETF-uri pe mărfuri
ETF-urile pe mărfuri oferă investitorilor acces la active precum metale prețioase, produse agricole sau hidrocarburi (ex. petrol) și sunt reglementate diferit față de ETF-urile care dețin instrumente financiare. În Uniunea Europeană, fondurile care dețin fizic mărfuri nu sunt conforme cu reglementările UCITS, ceea ce înseamnă că investitorii trebuie să acceseze fonduri bazate pe contracte futures, indici pe mărfuri, swap-uri sau note structurate pentru a respecta aceste cerințe.
Aceste ETF-uri sunt, de regulă, structurate ca trusturi grantor tranzacționate la bursă, oferind investitorilor un drept direct asupra unui portofoliu fix de active. De exemplu, SPDR Gold Shares, un ETF bazat pe aur, este un trust grantor în care fiecare unitate de fond reprezintă proprietatea asupra unei zecimi de uncie de aur.
Majoritatea ETF-urilor pe mărfuri dețin fizic activul suport. SPDR Gold Shares (NYSE Arca: GLD) administrează peste 40 de milioane de uncii de aur în custodie, iShares Silver Trust (NYSE Arca: SLV) deține 18.000 de tone de argint, Aberdeen Standard Physical Palladium Shares (NYSE Arca: PALL) administrează aproape 200.000 de uncii de paladiu, iar Aberdeen Standard Physical Platinum Shares ETF (NYSE Arca: PPLT) deține peste 1,1 milioane de uncii de platină.
Totuși, unele ETF-uri, precum United States Oil Fund (în română Fondul petrolier american din Statele Unite) administrat de United States Commodity Funds (NYSE Arca: USO), nu dețin activul suport în mod direct, ci investesc în contracte futures. Aceasta poate duce la diferențe semnificative de performanță comparativ cu deținerea fizică a mărfii, deoarece fondurile trebuie să rostogolească contractele futures prin trecerea de la o scadență la alta. Acest mecanism implică riscuri suplimentare legate de structura pieței futures, inclusiv costurile de rostogolire și impactul fenomenelor Contango⁠(d) sau Backwardation⁠(d), care pot eroda randamentele în timp.
În România, investitorii care doresc expunere la mărfuri accesează de obicei ETF-uri listate pe piețele internaționale, întrucât BVB nu listează astfel de produse. Fondurile care urmăresc prețul aurului sunt printre cele mai populare, percepute ca o protecție împotriva inflației și a deprecierii monedei naționale.

### ETF-uri valutare
ETF-urile valutare oferă investitorilor posibilitatea de a obține expunere la o monedă principală sau la un coș de valute, fie prin poziții long (cumpărare), fie prin poziții short (vânzare în lipsă). Aceste instrumente sunt emise de administratori precum Invesco și Deutsche Bank și permit investitorilor să beneficieze atât de fluctuațiile cursului de schimb valutar, cât și de randamentele aferente pieței monetare respective.
ETF-urile valutare sunt utilizate atât pentru diversificarea portofoliilor, cât și ca instrumente de protecție împotriva riscului valutar (hedging). În funcție de structura ETF-ului, investitorii pot obține randamente suplimentare din diferențialele de dobândă (carry trade) sau din randamentul colateral generat de mecanismele de lichiditate ale fondului.
Există două tipuri principale de ETF-uri valutare:
- Fonduri cu acoperire valutară (currency-hedged), care reduc riscul fluctuațiilor valutare, de obicei prin utilizarea contractelor forward sau a altor instrumente derivate.
- Fonduri fără acoperire valutară (unhedged), care expun investitorii la volatilitatea cursului de schimb, oferind atât oportunități de câștig, cât și riscuri mai mari.

Investitorii care doresc protecție împotriva fluctuațiilor valutare preferă fondurile cu acoperire valutară (hedged), în timp ce cei care speculează pe mișcările valutare aleg fonduri fără acoperire valutară (unhedged).
Pentru investitorii europeni, ETF-urile valutare care oferă expunere la EUR/USD sau EUR/CHF sunt printre cele mai populare, deoarece reflectă piețele valutare cele mai relevante în cadrul UE.
În România, riscul valutar joacă un rol crucial în selecția ETF-urilor, întrucât majoritatea fondurilor disponibile sunt denominate în EUR sau USD, ceea ce înseamnă că fluctuațiile cursului de schimb pot avea un impact semnificativ asupra randamentelor. ETF-urile denominate în RON sunt rare, iar investitorii trebuie să ia în considerare costul conversiei valutare, care poate reduce rentabilitatea investiției.
În prezent, BVB nu oferă ETF-uri valutare, iar investitorii români trebuie să acceseze astfel de fonduri prin piețele internaționale. ETF-urile valutare sunt utilizate frecvent de companii și investitori instituționali pentru acoperirea riscului valutar asociat expunerii internaționale.

### ETF-uri cu levier
ETF-urile cu levier (LETF-uri) și ETF-urile inverse utilizează instrumente financiare derivate pentru a obține un randament zilnic care multiplică sau inversează performanța zilnică a unui indice. De exemplu, Direxion⁠(d) oferă ETF-uri cu levier și ETF-uri inverse care urmăresc să genereze un randament de 3 ori performanța zilnică a investiției în (NYSE Arca: SPXL) sau a vânzării în lipsă (NYSE Arca: SPXS) a indicelui S&P 500.
Pentru a obține aceste rezultate, emitenții folosesc diverse tehnici de inginerie financiară, inclusiv swapuri pe acțiuni, instrumente derivate, contracte futures, precum și reechilibrare și reindexare. Reechilibrarea și reindexarea ETF-urilor cu levier pot implica costuri semnificative în perioade de volatilitate ridicată a pieței. Aceste ETF-uri tind să mărească expunerea înainte de o sesiune negativă și să o reducă înainte de una pozitivă, un efect cunoscut sub denumirea de „volatility drag” sau „cost al volatilității”.
Problema reechilibrării constă în faptul că administratorul fondului poate înregistra pierderi de tranzacționare, deoarece trebuie să cumpere când indicele crește și să vândă când indicele scade pentru a menține un raport de levier constant. Astfel, pe piețe volatile, levierul poate accentua pierderile, chiar și atunci când indicele de referință nu înregistrează mișcări majore. Deoarece randamentele sunt ajustate zilnic, performanța pe termen lung poate devia semnificativ de la evoluția indicelui. Astfel, aceste ETF-uri sunt mai potrivite pentru strategii pe termen scurt, nu pentru investiții de tip „cumpără și păstrează”.
În Uniunea Europeană, ETF-urile cu levier și ETF-urile inverse nu sunt conforme cu regimul UCITS, fiind considerate prea riscante pentru investitorii de retail. Acestea sunt reglementate ca fonduri alternative (AIF – Alternative Investment Funds) și nu beneficiază de pașaportul UCITS pentru distribuție transfrontalieră.
În România, accesul la ETF-uri cu levier este limitat, deoarece Autoritatea Europeană pentru Valori Mobiliare și Piețe (ESMA) impune restricții stricte asupra distribuției acestora către investitorii de retail. De obicei, aceste produse sunt disponibile prin platforme internaționale, iar investitorii trebuie să treacă printr-un proces de evaluare a adecvării conform directivei MiFID II, care verifică dacă produsul este potrivit profilului lor de risc.
Spre deosebire de SUA, unde există avantaje fiscale pentru ETF-uri, în România și UE nu există tratamente fiscale preferențiale pentru ETF-uri cu levier.

### ETF-uri pe criptomonede
ETF-urile pe criptomonede investesc în active digitale precum Bitcoin, Ethereum sau un coș diversificat de criptomonede. Acestea se împart în două categorii principale:
- ETF-uri cripto spot, care investesc direct în criptomonede și urmăresc prețurile acestora în timp real. Valoarea unităților de fond fluctuează proporțional cu prețul activelor deținute.
- ETF-uri cripto bazate pe contracte futures, care nu dețin criptomonede în mod direct, ci investesc în contracte futures pe criptomonede. Aceste contracte sunt acorduri de cumpărare sau vânzare a criptomonedelor la un preț stabilit în viitor.

Prin urmare, prețul unităților de fond și dinamica volatilității celor două tipuri de ETF-uri pot diferi semnificativ, chiar dacă expunerea lor este similară în termeni de active suport.
În Uniunea Europeană, ETF-urile cripto spot nu sunt autorizate, deoarece Regulamentul privind piețele criptoactivelor (MiCA - Markets in Crypto-Assets Regulation) impune cerințe stricte privind transparența și custodia activelor suport. Aceste cerințe reprezintă un obstacol major în aprobarea ETF-urilor cripto spot în UE. În schimb, ETF-urile cripto bazate pe contracte futures sunt permise, întrucât sunt considerate instrumente financiare tradiționale și sunt reglementate prin Directiva MiFID II.
În România, nu există ETF-uri cripto listate la BVB. Accesul la astfel de produse se face prin burse europene (Xetra, Euronext, SIX Swiss Exchange) sau prin platforme internaționale. De asemenea, Autoritatea de Supraveghere Financiară (ASF) nu permite promovarea activă a ETF-urilor cripto către investitorii de retail, ceea ce limitează accesibilitatea acestora. Câștigurile din ETF-uri cripto sunt impozitate în România la fel ca veniturile din tranzacții cu criptomonede, adică 10% pe câștigurile nete. Spre deosebire de alte state din UE, România nu oferă scutiri fiscale pentru deținerile pe termen lung în ETF-uri cripto, iar investitorii trebuie să își declare câștigurile la ANAF.
ETF-urile cripto bazate pe contracte futures pot fi afectate de:
- Contango – când prețurile futures sunt mai mari decât prețul spot, generând costuri suplimentare pentru investitori.
- Backwardation – când prețurile futures sunt mai mici decât prețul spot, ceea ce poate avantaja anumite strategii de tranzacționare.

În plus, ETF-urile pe Bitcoin spot sunt considerate mai eficiente fiscal decât cele bazate pe contracte futures, care pot avea costuri mai mari din cauza rulajului constant al contractelor.

## Mecanism de arbitraj
Unitățile ETF sunt create și răscumpărate prin intermediul marilor instituții financiare, denumite participanți autorizați (AP), care acționează ca formatori de piață. De obicei, AP-urile sunt bănci de investiții, brokeri-dealeri sau alți intermediari instituționali cu acces direct la emitentul ETF. Aceștia cumpără și răscumpăra unități ETF direct de la emitent în blocuri mari, numite unități de creare, care, în general, constau în 50.000 de unități. Aceste tranzacții sunt efectuate, de regulă, în natură (adică, schimbul de titluri de valoare și nu de numerar), AP-urile contribuind sau primind titluri de valoare de același tip și în aceeași proporție ca cele deținute de ETF. Listele de active ale ETF-urilor sunt publicate online.
Capacitatea de a achiziționa și răscumpăra unități de creare conferă ETF-urilor un mecanism de arbitraj menit să reducă la minimum discrepanțele dintre prețul de piață al unităților ETF și valoarea activului net unitar (VANU). AP-urile oferă lichiditate pieței ETF-urilor și contribuie la menținerea prețului de tranzacționare aproape de valoarea activului net al activelor suport. Alți investitori, precum persoanele fizice care tranzacționează prin intermediul brokerilor de retail, cumpără și vând unități ETF pe piața secundară.
Dacă cererea pentru un ETF este ridicată, prețul unităților sale poate depăși temporar valoarea activului net unitar, generând oportunități de arbitraj. În acest caz, AP-urile sunt stimulate să achiziționeze unități de creare suplimentare de la emitentul ETF la valoarea activului net și să vândă unitățile individuale pe piața secundară la prețul mai ridicat. Creșterea ofertei de unități ETF reduce prețul de piață per unitate, eliminând în mod natural prima față de valoarea activului net. În mod similar, dacă cererea este scăzută și unitățile ETF se tranzacționează cu un discount față de valoarea activului net, AP-urile pot cumpăra unități ETF la prețul redus de pe piața secundară și le pot răscumpăra de la emitent, convertindu-le în activele suport și realizând un profit din diferența de preț.
Eficiența mecanismului de arbitraj depinde și de lichiditatea pieței ETF-urilor, care variază semnificativ în Uniunea Europeană. În centre financiare majore precum Londra, Frankfurt sau Paris, ETF-urile beneficiază de un număr mare de AP-uri și volume ridicate de tranzacționare, ceea ce permite un arbitraj eficient și reduce discrepanțele de preț. În piețele emergente, cum sunt cele din România și alte economii est-europene, problemele legate de lichiditate și numărul limitat de participanți autorizați pot influența semnificativ eficiența arbitrajului. În România, ETF-urile sunt supravegheate de Autoritatea de Supraveghere Financiară (ASF) și tranzacționate pe Bursa de Valori București (BVB), unde oferta este încă limitată în comparație cu piețele vest-europene. Lichiditatea redusă poate duce la spread-uri mai mari și la un mecanism de arbitraj mai puțin eficient, iar numărul redus de participanți autorizați poate face ca discrepanțele dintre prețul de piață și valoarea activului net să persiste mai mult timp.
Un alt factor care influențează eficiența arbitrajului în România este fiscalitatea, în special taxarea câștigurilor de capital și a dividendelor plătite de ETF-uri, care poate influența comportamentul investitorilor și lichiditatea pieței. Spre deosebire de alte jurisdicții europene unde anumite structuri fiscale sunt mai favorabile pentru ETF-uri, în România, impozitarea poate descuraja tranzacționarea frecventă și poate avea un impact asupra eficienței arbitrajului. De asemenea, reglementările europene precum Directiva MiFID II și Regulamentul CSDR (Central Securities Depositories Regulation) contribuie la transparența prețurilor și la eficiența procesului de decontare, însă în piețele cu lichiditate scăzută, efectul acestor măsuri poate fi mai limitat.
Emisiunea de noi unități ETF ca răspuns la o cerere ridicată este denumită „intrări nete în ETF” (ETF inflows), în timp ce răscumpărarea unităților și conversia acestora în activele componente este denumită „ieșiri nete din ETF” (ETF outflows).
Eficiența mecanismului de arbitraj este esențială pentru ca prețul unităților ETF tranzacționate pe piață să reflecte cât mai fidel valoarea activului net unitar. Cu toate acestea, acest proces nu depinde doar de AP-uri, ci și de lichiditatea pieței locale, reglementările aplicabile și structura fiscală specifică fiecărei țări.

## Percepția și adoptarea ETF-urilor pe piața europeană
Primul ETF european a fost lansat în anul 2000, iar de atunci piața ETF-urilor din Europa a înregistrat o creștere semnificativă. La sfârșitul lunii martie 2019, activele aflate în administrare în industria europeană a ETF-urilor se ridicau la 760 miliarde de euro, față de 100 miliarde de euro la sfârșitul anului 2008. Cota de piață a ETF-urilor a crescut considerabil, ajungând la 8,6% din totalul activelor administrate în fondurile de investiții din Europa la sfârșitul lunii martie 2019, comparativ cu 5,5% în urmă cu cinci ani. Această expansiune a fost susținută de reglementări favorabile, precum MiFID II, care au îmbunătățit transparența și au redus costurile de tranzacționare, dar și de interesul crescut al investitorilor pentru soluții cu costuri mai mici și lichiditate ridicată.
Cu toate acestea, adoptarea ETF-urilor nu este uniformă la nivel european, piețele din Europa de Vest având o infrastructură bine consolidată și o adopție ridicată a ETF-urilor, în timp ce cele din Europa Centrală și de Est, inclusiv România, se află într-un stadiu incipient de dezvoltare. În România, piața ETF-urilor este încă subdezvoltată, iar investitorii locali continuă să fie concentrați în principal pe fondurile mutuale administrate activ. Bursa de Valori București (BVB) a început să listeze ETF-uri doar în ultimii ani, iar lichiditatea acestora rămâne redusă comparativ cu piețele mature. Drept urmare, mulți investitori români preferă să acceseze ETF-uri prin intermediul platformelor internaționale de tranzacționare, ceea ce implică bariere suplimentare, precum comisioane mai mari și cerințe de conformitate specifice fiecărei piețe externe.
Utilizarea ETF-urilor a evoluat constant, reflectând schimbările din practicile investitorilor europeni. Studiile EDHEC arată o creștere progresivă a adoptării ETF-urilor, în special pentru clasele de active tradiționale. Deși ETF-urile sunt utilizate într-o gamă variată de clase de active, în 2019, acțiunile și sectoarele au rămas cele mai populare, cu 91% (față de 45% în 2006) și, respectiv, 83% dintre respondenți utilizând ETF-uri pentru aceste expuneri. Acest lucru este probabil determinat de popularitatea strategiilor de investiții pasive pentru aceste clase de active, precum și de lichiditatea ridicată a indicilor bursieri și sectoriali, care facilitează crearea ETF-urilor pe baza acestora. Alte clase de active cu o adopție semnificativă includ mărfurile și obligațiunile corporative (68% pentru ambele, comparativ cu 6% și 15% în 2006), strategiile smart beta și investițiile bazate pe factori (factor investing), precum și obligațiunile guvernamentale (66% pentru acestea, comparativ cu 13% pentru obligațiunile guvernamentale în 2006). Gradul de satisfacție față de ETF-uri este ridicat, în special pentru clasele de active tradiționale. În 2019, 95% dintre investitori au raportat satisfacție pentru ETF-urile pe acțiuni și obligațiuni guvernamentale.
În România, deși interesul pentru ETF-uri este în creștere, oferta locală rămâne limitată. Investitorii care doresc expunere la strategii smart beta sau indici factoriali trebuie să tranzacționeze prin piețe externe. Aceasta reprezintă o provocare pentru investitorii de retail, care trebuie să suporte costuri suplimentare și să navigheze reglementări diferite.

### Rolul ETF-urilor în procesul de alocare a activelor
De-a lungul anilor, studiile EDHEC au arătat că ETF-urile sunt utilizate în principal pentru strategii de investiții pasive, predominant pentru investiții pe termen lung, de tip buy-and-hold, mai degrabă decât pentru alocare tactică. Cu toate acestea, în ultimii trei ani, cele două abordări s-au echilibrat treptat, iar în 2019, investitorii europeni au raportat că folosesc ETF-uri mai frecvent pentru alocare tactică (53%) decât pentru dețineri pe termen lung (51%). Această schimbare reflectă tendințele globale, unde ETF-urile sunt utilizate tot mai mult de instituții financiare și administratori de active pentru ajustarea rapidă a expunerii la diverse clase de active.
ETF-urile, care inițial replicau indici bursieri generali, sunt acum disponibile pentru o gamă largă de clase de active și segmente de piață (sectoare, stiluri investiționale etc.). Dacă expunerea generală pe piață rămâne principalul obiectiv pentru 73% dintre utilizatori în 2019, 52% dintre investitori folosesc ETF-uri pentru expunere la subsegmente specifice. Diversificarea ofertei de ETF-uri a extins posibilitățile de utilizare a acestora pentru alocare tactică. Investitorii pot ajusta rapid și eficient expunerea portofoliului pe anumite stiluri investiționale, sectoare sau factori la costuri mai reduse prin intermediul ETF-urilor. În contexte de volatilitate ridicată a piețelor, utilizarea ETF-urilor devine și mai atractivă, având în vedere că pentru 88% dintre respondenți costul este un criteriu esențial în alegerea unui furnizor de ETF-uri.
În România, utilizarea ETF-urilor pentru alocare tactică este semnificativ mai redusă, majoritatea investitorilor preferând strategii buy-and-hold. Aceasta se datorează educației financiare limitate și ofertei locale restrânse, care împiedică utilizarea ETF-urilor pentru poziționări rapide pe piață. Totuși, pe măsură ce platformele de tranzacționare internaționale devin mai accesibile, utilizarea ETF-urilor pentru alocare tactică ar putea crește.

### Așteptări privind evoluția ETF-urilor în Europa
În ciuda maturității avansate a pieței ETF-urilor și a ratei ridicate de adopție, 46% dintre investitori intenționează să își crească expunerea la ETF-uri în viitor, potrivit sondajului EDHEC din 2019. Principalele motive sunt înlocuirea administrării active (71% dintre respondenți) și substituirea altor produse de investiții pasive prin ETF-uri (42%). Reducerea costurilor rămâne factorul determinant pentru această tendință, 74% dintre investitori menționând costul ca principal motiv al creșterii expunerii la ETF-uri.
Investitorii solicită în special dezvoltarea ETF-urilor în domeniul investițiilor etice și social responsabile, precum și extinderea strategiilor smart beta și a indicilor factoriali. În 2018, ETF-urile ESG au înregistrat o creștere de 50%, atingând active de 9,95 miliarde de euro, cu 36 de noi produse lansate, față de doar 15 în 2017. Creșterea a fost susținută atât de reglementările UE privind finanțarea sustenabilă (precum Regulamentul SFDR), cât și de cererea tot mai mare pentru soluții aliniate criteriilor ESG. Cu toate acestea, 31% dintre investitorii intervievați în 2019 consideră că oferta de ETF-uri sustenabile trebuie extinsă, acesta fiind principalul aspect de interes pentru ei.
De asemenea, există un interes crescut pentru ETF-uri bazate pe indici avansați de acțiuni, respectiv cei fundamentați pe indici multifactoriali și strategii smart beta (30% și, respectiv, 28% dintre respondenți). În plus, 45% dintre investitori doresc îmbunătățiri în cel puțin o categorie legată de strategiile smart beta sau factor investing (indici smart beta, indici mono-factoriali și indici multifactoriali).
Pe de altă parte, în ciuda creșterii popularității ETF-urilor, interesul pentru ETF-uri de acțiuni administrate activ rămâne scăzut, doar 19% dintre respondenți manifestând interes pentru această categorie de produse. Spre deosebire de SUA, unde ETF-urile administrate activ câștigă teren, în Europa acestea sunt încă o nișă, parțial din cauza costurilor mai mari și a cerințelor de reglementare mai stricte.
În România, deși investițiile ESG sunt la început de drum, interesul este în creștere, mai ales în rândul fondurilor de pensii private, care încep să încorporeze criterii de sustenabilitate în portofolii. Cu toate acestea, oferta de ETF-uri ESG locale este aproape inexistentă, iar investitorii trebuie să caute soluții pe piețele externe.
De asemenea, spre deosebire de Europa de Vest, unde ETF-urile smart beta și factor investing câștigă popularitate, în România aceste produse sunt greu accesibile. În schimb, fondurile mutuale administrate activ continuă să fie principala opțiune pentru investitori.
Pe măsură ce infrastructura pieței de capital se dezvoltă și accesul la piețele internaționale devine mai facil, este de așteptat ca adoptarea ETF-urilor în România să urmeze tendințele europene. Creșterea gradului de educație financiară și extinderea ofertei de ETF-uri locale ar putea accelera această tranziție.

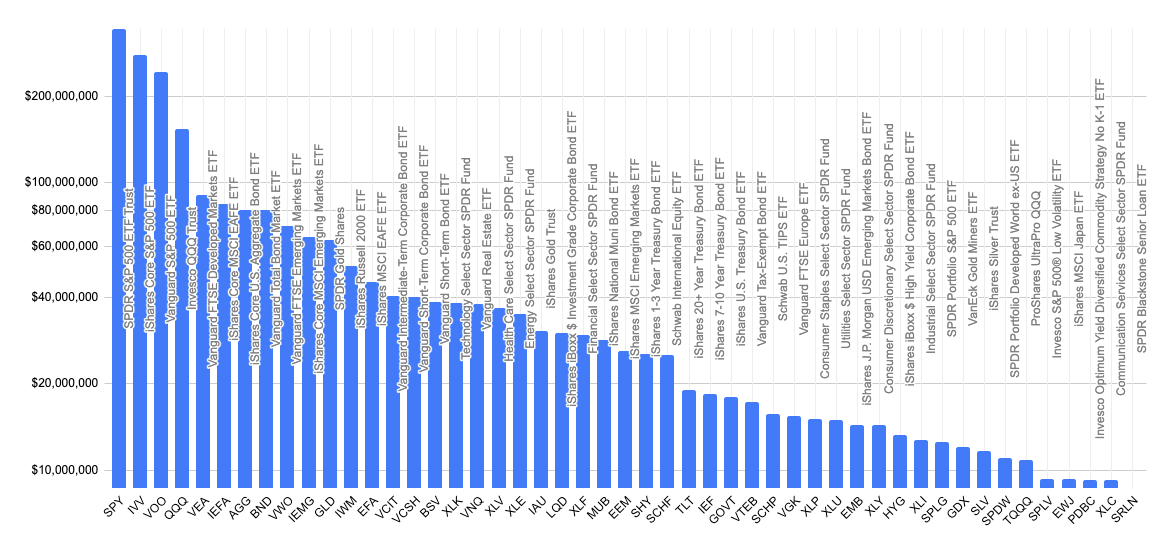
ETF-uri în funcție de dimensiunea activelor (1.000 USD) - la o dată necunoscută, fără sursă

## Emitenti notabili de ETF-uri
- AdvisorShares⁠(d): emite doar ETF-uri administrate activ, majoritatea fiind deținute de Fund.com
- ARK Investment Management⁠(d): emite ETF-uri administrate activ, care investesc în companii implicate în inovații distructive
- Banco Itau⁠(d): emite ETF-uri în Brazilia
- BetaShares⁠(d): emite ETF-uri în Australia
- BlackRock: emite IShares⁠(d)
- BNP Paribas: emite EasyETFs în Europa
- Boost ETP⁠(d): emite produse financiare tranzacționate pe bursă (ETP) inverse și cu levier, inclusiv produse cu levier de 3 ori pe acțiuni și mărfuri în Europa
- Charles Schwab Corporation⁠(d): emite ETF-uri
- Deutsche Bank: emite ETF-uri Xtrackers și administrează ETF-uri PowerShares DB, bazate pe mărfuri și valute
- Dimensional Fund Advisors⁠(d): emite ETF-uri bazate pe factori
- ETF Securities⁠(d): emite ETF-uri, în principal în Australia
- Franklin Templeton Investments: emite ETF-uri LibertyShares®
- Global X Funds⁠(d): emite ETF-uri
- Guggenheim Partners⁠(d): emite ETF-uri specializate Guggenheim Funds
- Indo Premier Investment Management⁠(d): emite ETF-uri Premier pe Bursa de Valori din Indonezia
- Invesco⁠(d): emite ETF-uri Invesco⁠(d), precum și ETF-uri BLDRS bazate pe American depositary receipt⁠(d)s
- Lyxor Asset Management: emite ETF-uri Lyxor în Franța
- Patria Asset Management: emite EFT BET Patria-Tradeville, care urmărește performanța indicelui BET
- ProShares⁠(d): emite o varietate de ETF-uri, inclusiv ETF-uri cu levier și inverse pentru NASDAQ și S&P 500, precum și un ETF pe futures de bitcoin
- Standard Life Aberdeen⁠(d): emite ETF-uri pe mărfuri
- State Street Global Advisors⁠(d): emite SPDR⁠(d)s
- The Vanguard Group: emite ETF-uri Vanguard, cunoscute anterior sub denumirea VIPERs
- United States Commodity Funds⁠(d): emite ETF-uri pe mărfuri, inclusiv United States Oil Fund⁠(d) (în română Fondul petrolier american din Statele Unite)
- VanEck⁠(d)
- WisdomTree Investments⁠(d): emite ETF-uri specializate